# ROKS Dokdo
Le ROKS Dokdo (LPH-6111) est un navire d'assaut amphibie de la Marine de la république de Corée, le navire de tête de la classe Dokdo. Il a été construit au chantier naval de Hanjin Heavy Industries & Constructions Co. à Busan et lancé le 12 juillet 2005. Le ROKS Dokdo a été mis en service dans la marine sud-coréenne le 3 juillet 2007. Jusqu’au lancement du ROKS Marado en 2018, le ROKS Dokdo était le navire amiral de la cinquième flottille de la marine sud-coréenne. Auparavant, ce titre était détenu par le navire de soutien ROKS Cheonji (Underway Replenishment (UNREP) de 9 000 tonnes.
Le nom Dokdo vient du nom coréen des rochers Liancourt, un groupe d’îlots en mer du Japon qui sont actuellement administrés par la Corée du Sud. La propriété des îlots est contestée entre le Japon et la Corée du Sud. Le ministère des Affaires étrangères japonais a exprimé ses regrets concernant le choix du nom de Dokdo.

## Histoire
En mars 2010, le ROKS Dokdo a participé aux opérations de recherche et de sauvetage après le naufrage du ROKS Cheonan (PCC-772). En juillet, le navire a pris part à l’opération Invincible Spirit, un exercice conjoint entre alliés.